# 2823 van der Laan
2823 van der Laan è un asteroide della fascia principale. Scoperto nel 1960, presenta un'orbita caratterizzata da un semiasse maggiore pari a 2,4101104 UA e da un'eccentricità di 0,0917705, inclinata di 3,82492° rispetto all'eclittica.
L'asteroide è dedicato all'astronomo olandese Harry van der Laan, direttore generale dell'ESO dal 1988 al 1992.